# Бегущий по лезвию: Чёрный лотос
«Бегущий по лезвию: Чёрный лотос» (англ. Blade Runner: Black Lotus) — мультипликационный сериал, ставший частью научно-фантастической медиафраншизы «Бегущий по лезвию». Премьерный показ проходил с 14 ноября 2021 по 6 февраля 2022 года, сериал был невысоко оценён критиками.

## Сюжет
Действие сериала происходит в 2032 году, то есть между фильмами Ридли Скотта (2019) и Дени Вильнёва (2049). Главный герой — девушка-репликант по имени Элли, которая пытается разобраться в собственном прошлом. Благодаря помощи Джозефа ей удаётся многое вспомнить. С катаной в руках Элли начинает мстить своим обидчикам. 
В сериале появляются и персонажи из предыдущих частей франшизы.

## Создание и оценки
Проект был анонсирован в ноябре 2018 года. Производством занялись компании Adult Swim и Crunchyroll. Режиссёрами стали Синдзи Арамаки и Кэндзи Камияма, креативным продюсером — Синъитиро Ватанабэ, исполнительными продюсерами — Эндрю Косове, Лора Ланкастер, Бродерик Джонсон, Эл-Фрэнсис Куэнка и Джозеф Чоу. Сериал, созданный к 2021 году, включает 13 эпизодов.
23 июля 2021 года на фестивале Comic-Con состоялся показ первого трейлера «Чёрного лотоса». С 14 ноября 2021 по 6 февраля 2022 года проходил премьерный показ.
Обозреватель портала «После титров» счёл главным недостатком сериала плохую и безнадёжно устаревшую анимацию, главными плюсами — общую атмосферность и высокое качество саундтрека. На сайте-агрегаторе отзывов Rotten Tomatoes «Чёрный лотос» получил рейтинг 71 %.